# Sjoerd de Vries (schaatser)
Sjoerd de Vries (Uitwellingerga, 15 juni 1988) is een Nederlands oud-langebaanschaatser, die het laatste seizoen uitkwam voor Team Victorie.
In 2007 werd hij dertiende bij het NK allround. In hetzelfde seizoen deed hij mee aan het WK voor junioren, waar hij goud won voor zijn landgenoot Tim Roelofsen. Het is hem nog niet gelukt bij de senioren door te breken hoewel hij met name op de 1000 meter enkele keren dicht tegen de top aan zat. Maar in seizoen 2011/2012 breekt hij door op het NK Afstanden waar hij op de 1000 meter tweede wordt en op de 1500 meter brons haalt. Bij het NK Sprint eindigt De Vries als derde.
Na getraind te hebben onder Jac Orie en later Gerard van Velde als sprinter maakt hij voor 2014/2015 de overstap naar het allrounden. In 2018 werd hij coach van Alexis Contin.

## Records

### Persoonlijke records
| Afstand    | Tijd    | Datum            | Baan       |
| ---------- | ------- | ---------------- | ---------- |
| 500 meter  | 34,81   | 18 maart 2017    | Calgary    |
| 1000 meter | 1.07,61 | 18 maart 2017    | Calgary    |
| 1500 meter | 1.45,49 | 19 maart 2017    | Calgary    |
| 3000 meter | 3.42,98 | 13 maart 2007    | Calgary    |
| 5000 meter | 6.44,45 | 23 december 2006 | Heerenveen |

### Wereldrecords
De Vries is in het bezit van twee wereldrecords voor junioren, op de 1500 en op de 3000 meter.
| Nr.  | Afstand               | Tijd    | Datum         | Baan    |
| ---- | --------------------- | ------- | ------------- | ------- |
| jr1. | 3000 meter (junioren) | 3.42,98 | 13 maart 2007 | Calgary |
| jr2. | 1500 meter (junioren) | 1.45,54 | 15 maart 2007 | Calgary |

## Resultaten
| Jaar | NK Afstanden                 | NK Sprint                | WK Sprint               | NK Allround           | Wereldbeker                | WK Junioren    |
| ---- | ---------------------------- | ------------------------ | ----------------------- | --------------------- | -------------------------- | -------------- |
| 2007 | 21e 500m 19e 1000m           |                          |                         | 13e · (, 20e, 9e, Nq) |                            | · (5e, , 7e, ) |
| 2008 | 10e 500m 6e 1000m 15e 1500m  | 13e (17e, 11e, 17e, 14e) |                         |                       | achtervolging              |                |
| 2009 | 11e 500m 5e 1000m 9e 1500m   | 7e (7e, 6e, 12e, 5e)     |                         |                       | 18e 1000m 7e achtervolging |                |
| 2010 | 18e 500m 15e 1000m 21e 1500m | 9e (14e, 9e, 7e, 6e)     |                         |                       |                            |                |
| 2011 | 9e 500m 5e 1000m 12e 1500m   | 5e · (9e, , 10e, )       |                         |                       | 48e 500m 22e 1000m         |                |
| 2012 | 10e 500m · 1000m · 1500m     | · (6e, 5e, 5e, 4e)       | 16e · (23e, 25e, 17e, ) |                       | 5e 1000m 17e 1500m         |                |
| 2013 | 7e 500m · 1000m · 8e 1500m   | 7e (11e, 6e, 9e, 4e)     |                         |                       | 22e 1000m                  |                |
| 2014 | 16e 500m · 1000m · 12e 1500m | 9e (13e, 5e, 9e, 7e)     |                         |                       | 22e 1000m                  |                |
| 2015 | 14e 500m 10e 1000m 16e 1500m | 16e (15e, 12e, 18e, 11e) |                         |                       |                            |                |
| 2016 | 12e 500m 10e 1000m 15e 1500m | 8e (9e, 4e, 15e, 8e)     |                         |                       |                            |                |
| 2017 | 7e 1000m                     | NF2 (5e, NF, 6e, -)      |                         |                       |                            |                |
| 2018 | 11e 500m 14e 1000m           |                          |                         |                       |                            |                |

### Wereldbekerwedstrijden
| Seizoen   | 500m                                        | 1000m                                        | 1500m        | Ploegenachtervolging |
| --------- | ------------------------------------------- | -------------------------------------------- | ------------ | -------------------- |
| 2007/2008 |                                             |                                              |              | 6e, -, -, -,         |
| 2008/2009 |                                             | -, -, (b), (b), 10e, 17e, 11e, 11e, 15e, 15e |              | Dq, -, -             |
| 2009/2010 |                                             |                                              |              |                      |
| 2010/2011 | -, -, -, -, -, -, 6e(b), 6e(b), -, -, -, -, | -, -, -, -, (b), 6e, 20e, 16e                |              |                      |
| 2011/2012 |                                             | 4e, 7e, , 4e, 6e                             | 10e, 11e, 8e |                      |

- = geen deelname

### Medaillespiegel
| Kampioenschap          | Goud · | Zilver · | Brons · |
| ---------------------- | ------ | -------- | ------- |
| NK Afstanden           | 0      | 1        | 3       |
| NK Sprint afstanden    | 0      | 0        | 2       |
| NK Sprint klassement   | 0      | 0        | 1       |
| WK Junioren afstanden  | 1      | 0        | 1       |
| WK Junioren klassement | 1      | 0        | 0       |
| Wereldbeker afstanden  | 0      | 1        | 0       |
| Wereldbeker klassement | 0      | 0        | 0       |